# Moluckstare
Moluckstare (Aplonis mysolensis) är en fågel i familjen starar inom ordningen tättingar.

## Utseende och läte
Moluckstaren är en helt svartaktig stare med en rätt lång avsmalnad stjärt och mörkt öga. Ungfågeln har kortare stjärt och är brunare än den adulta, med streck undertill. Bland lätena hörs metalliska "zip" och gnyende "weeer". Sången består av en uttrycksful serie med ojämna toner.

## Utbredning och systematik
Moluckstare behandlas antingen som monotypisk eller delas in i två underarter med följande utbredning:
- A. m. mysolensis – förekommer i Moluckerna och Raja Ampatöarna
- A. m. sulaensis – förekommer på östra Sulawesi, Banggaiöarna och Sulaöarna

## Levnadssätt
Moluckstaren hittas i olika typer av skogsområden i lågland och förberg. Den är en social fågel som ofta ses i stora, ljudliga grupper.

## Status
Arten har ett stort utbredningsområde och internationella naturvårdsunionen IUCN kategoriserar arten som livskraftig. Beståndsutvecklingen är dock oklar.